# Ballard (serie televisiva)
Ballard è una serie televisiva statunitense, spin-off di Bosch e Bosch: l'eredità, trasmessa dal 2025 su Prime Video.

## Trama
La detective del LAPD Renée Ballard guida l'unità dedicata ai crimini irrisolti da parecchi decenni, composta principalmente da volontari e con risorse limitate. Attraverso il suo lavoro, Ballard porta alla luce una rete di corruzione e insabbiamenti profondamente estesa all'interno dello stesso dipartimento di polizia.

## Episodi
| Stagione       | Episodi | Distribuzione USA | Distribuzione Italia |
| -------------- | ------- | ----------------- | -------------------- |
| Prima stagione | 10      | 2025              | 2025                 |

## Personaggi e interpreti

### Personaggi principali
- Renée Ballard, interpretata da Maggie Q, doppiata da Federica De Bortoli.
 Detective del LAPD che viene chiamata a guidare la neocostituita unità dedicata alla risoluzione dei crimini irrisolti.
- Zamira Parker, interpretata da Courtney Taylor, doppiata da Eva Padoan.
 Ex detective del LAPD, viene richiamata in servizio da Ballard che la vuole per la sua unità.
- Ted Rawls, interpretato da Michael Mosley, doppiato da Alessio Cigliano.
Riservista del dipartimento, è assegnato all'unità di Ballard e vive quest'occasione come una possibilità di riscatto rispetto a chi nel LAPD non ha creduto in lui.
- Colleen Hatteras, interpretata da Rebecca Field, doppiata da Alessia Amendola.
Impiegata amministrativa dell'unità crimini irrisolti, le sue intuizioni aiutano Ballard a percorrere la strada giusta.
- Martina Castro, interpretata da Victoria Moroles, doppiata da  Veronica Benassi.
Studentessa di legge e stagista dell'unità crimini irrisolti, inizia una pericolosa relazione con il giovane poliziotto Manny Santos che rischia di compromettere il lavoro dei colleghi.
- Tutu, interpretata da Amy Hill, doppiata da Chiara Salerno.
Nonna di Ballard, con cui vive assieme alla cagnolina Lola. Sprona la nipote a superare i fantasmi del suo passato e trovare il coraggio di andare avanti.
- Thomas Laffont, interpretato da John Carroll Lynch, doppiato da Paolo Marchese.
Detective in pensione, ha deciso di tornare operativo per diventare il braccio destro di Ballard, di cui è stato partner in servizio. È sposato con Leo.

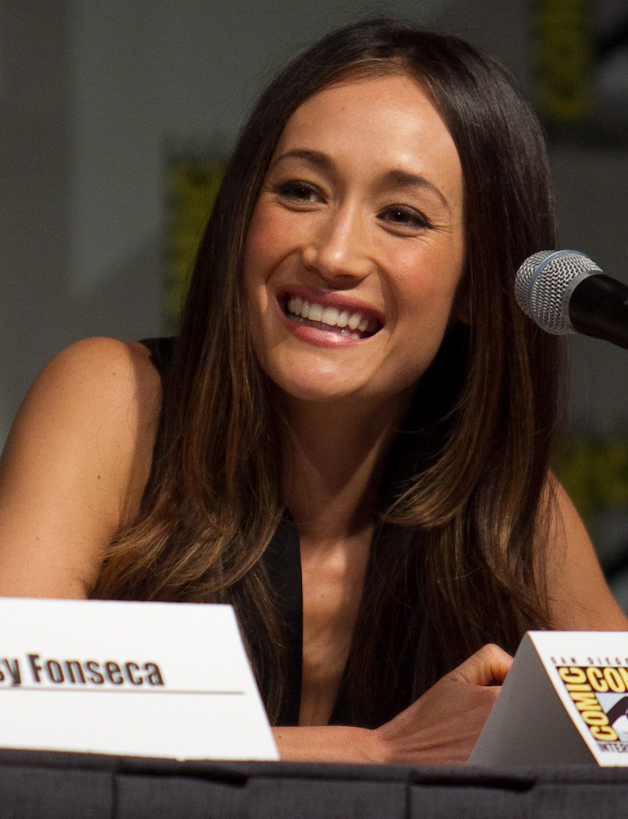
Maggie Q interpreta Renée Ballard
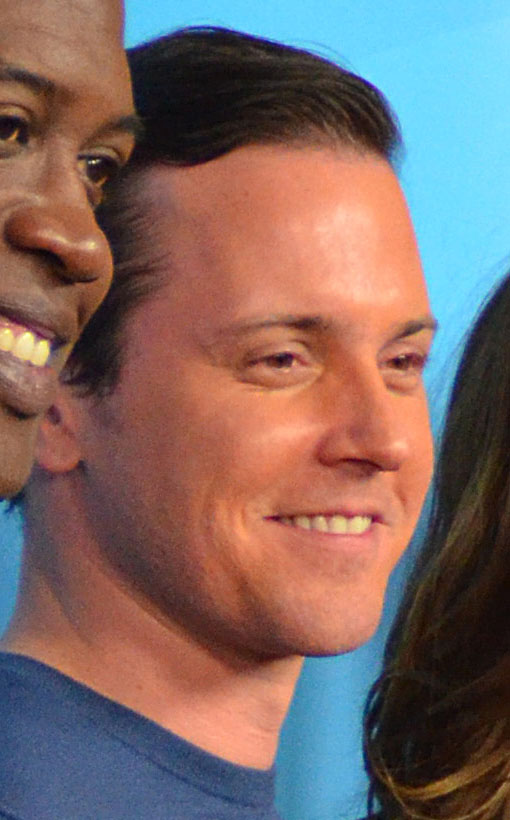
Michael Mosley interpreta Ted Rawls
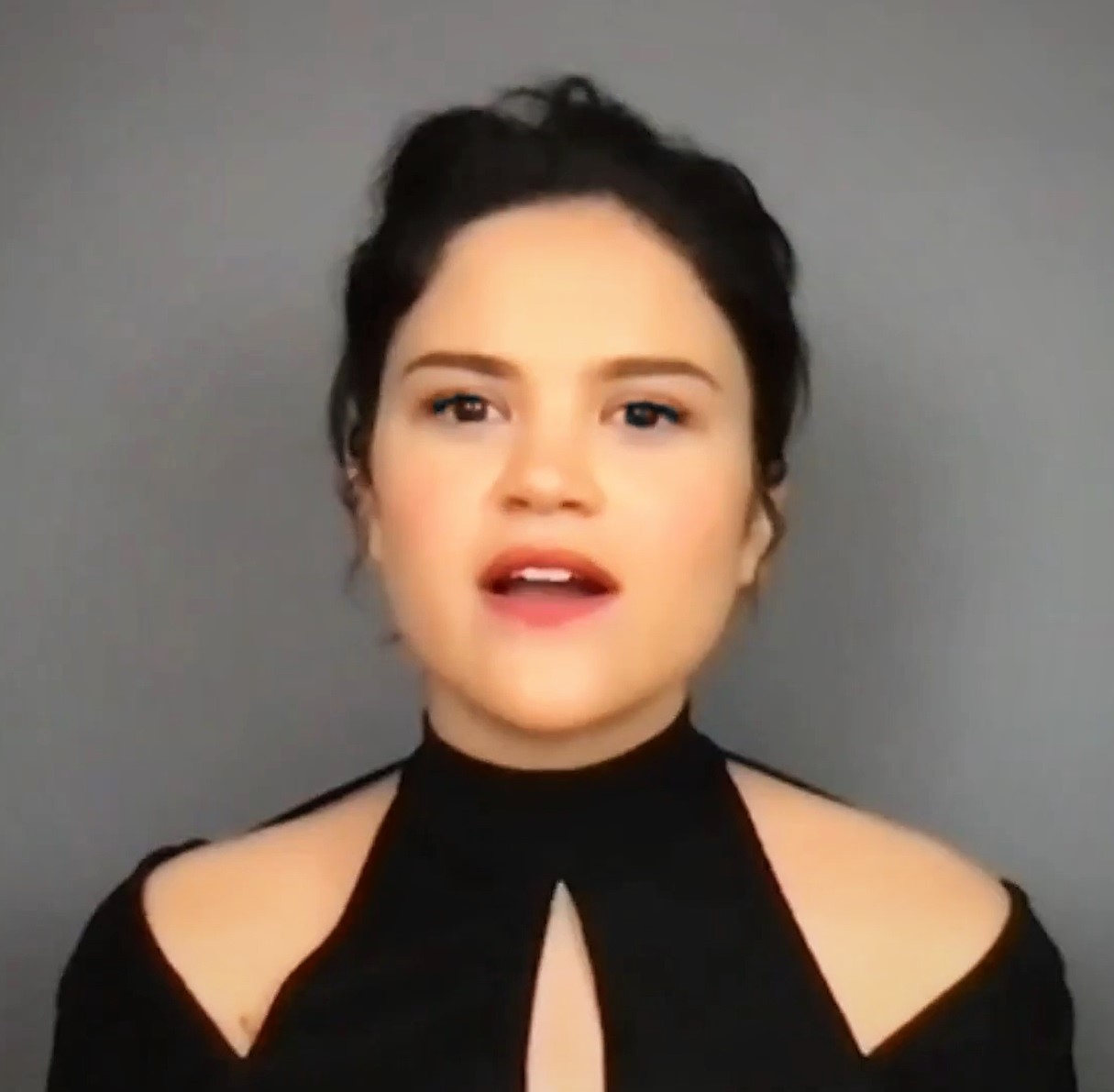
Victoria Moroles interpreta Martina Castro
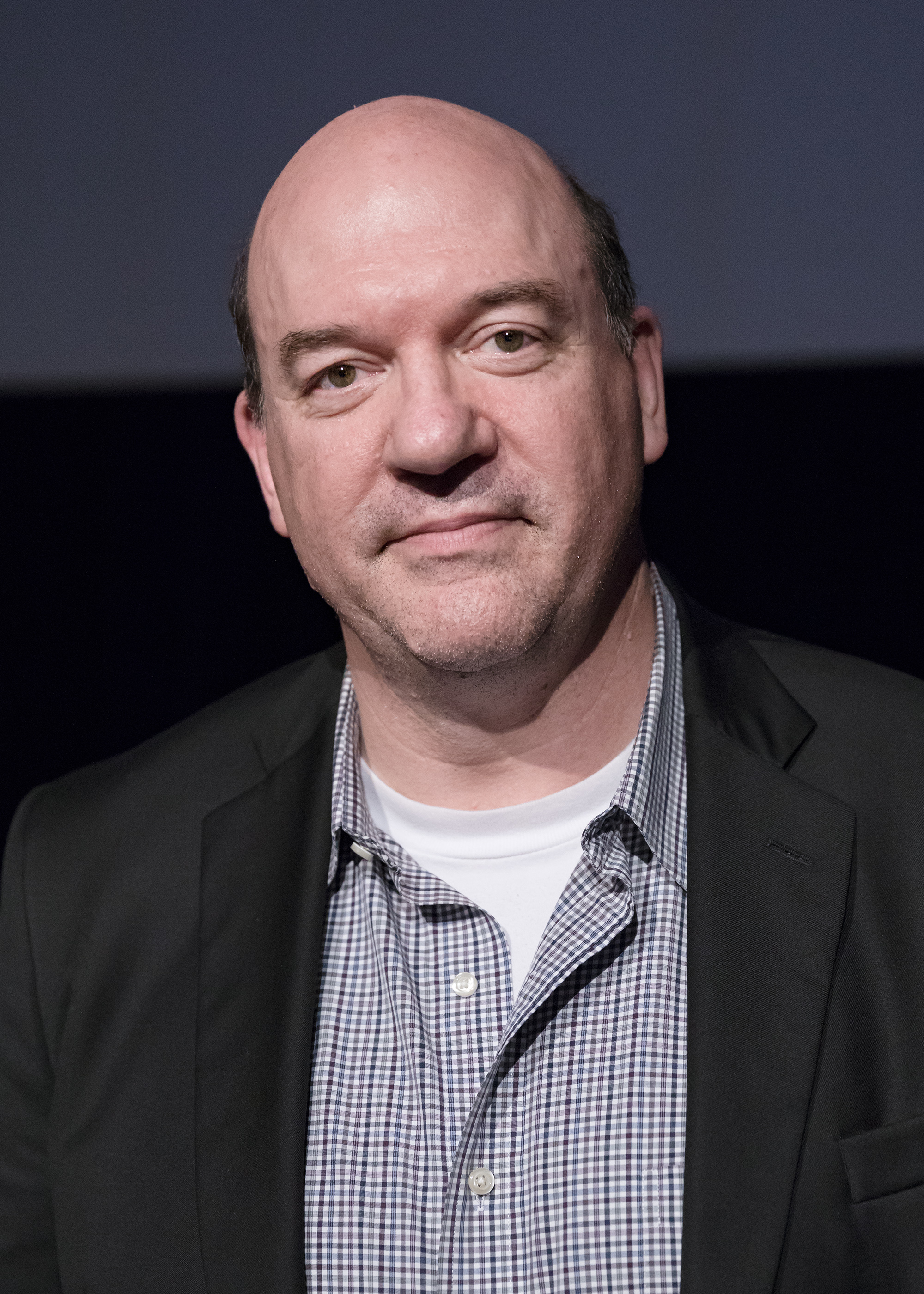
John Carroll Lynch interpreta Thomas Laffont

### Personaggi secondari
- Consigliere Jake Pearlman, interpretato da Noah Bean, doppiato da David Chevalier.
Influente consigliere comunale, è stato lui a spingere per la creazione dell'unità crimini irrisolti, anche se con l'obiettivo di risolvere il mistero legato alla morte della sorella Sarah.
- Aaron, interpretato da Michael Cassidy, doppiato da Federico Di Pofi.
Bagnino e paramedico, ha una frequentazione con Ballard che spera possa diventare qualcosa di serio.
- RHD Detective Robert Olivas, interpretato da Ricardo Chavira, doppiato da Massimo de Ambrosis.
Rispettato e carismatico detective del LAPD, ha avuto una relazione con Ballard che è stata all'origine della fuoriuscita di quest'ultima dalla Rapine e Omicidi.
- Nelson Hastings, interpretato da Alain Uy, doppiato da Francesco Trifilio.
Braccio destro del Consigliere Jake Pearlman, si interfaccia spesso con Ballard per verificare i progressi sul caso di Sarah.
- Capitano Berchem, interpretato da Hector Hugo, doppiato da Stefano Alessandroni.
Capitano della Rapine e Omicidi, pur rimproverando spesso Ballard di assumere iniziative senza preventivamente informarlo, ne appoggia le decisioni più importanti.
- Ken Chastain, interpretato da Brian Letcher, doppiato da Francesco De Francesco.
Ex partner di Ballard ai tempi della Rapine e Omicidi, non ha approvato la sua crociata contro Olivas. Morto in un incidente durante un'operazione, al suo funerale Ballard scopre dalla vedova che il vecchio partner si era infine convinto avesse ragione sul conto di Olivas.
- Gary Pearlman, interpretato da Kevin Dunn, doppiato da Stefano Mondini.
Padre del Consigliere Jake e della defunta Sarah.
- Manny Santos, interpretato da Colin McCalla.
Giovane poliziotto del LAPD, si è ritrovato invischiato nella rete di agenti corrotti, facendo il galoppino per Driscoll. Ha intrapreso una relazione con Martina Castro, finalizzata a spiare le indagini della squadra di Ballard e riferirne a Driscoll. Quando Martina scopre il suo coinvolgimento, ne parla subito a Ballard che ne architetta la cattura. Una volta arrestato, accetta di collaborare in cambio di uno sconto di pena.
- Anthony Driscoll, interpretato da Brendan Sexton III, doppiato da Francesco Pezzulli.
Ex poliziotto del LAPD, è una delle menti della rete di agenti corrotti e tiene in pugno Manny Santos, che agisce come suo galoppino. Quando Ballard arriva alla verità sul suo conto, Driscoll tenta di ucciderla, finendo per avere la peggio. Nonostante Ballard gli avesse praticato una tracheotomia per tenerlo in vita, Driscoll si suicida per scampare all'arresto o, peggio, alla vendetta del cartello.
- Leo, interpretato da Kevin Dunn, doppiato da Leonardo Graziano.
Marito di Thomas Laffont.
- Claudia, interpretata da Cat Novella.
Parrucchiera che ha avuto un ruolo fondamentale nella risoluzione del caso di Sarah Pearlman.
- Harry Bosch, interpretato da Titus Welliver, doppiato da Francesco Prando. Detective del LAPD in pensione, si era occupato della morte di Laura Wilson e, quando appura che Ballard è sulla strada giusta, le dà una mano.
- Stanlio e Ollio, interpretati da Gregory Scott Cummins e Troy Evans, doppiati da Luca Dal Fabbro e Bruno Alessandro. Coppia di detective del LAPD in pensione, partecipano alla veglia funebre di Ken Chastain.
- Jerry Edgar, interpretato da Jamie Hector, doppiato da Marco Vivio. Detective del LAPD, incontra Ballard un giorno in ascensore e si complimenta per aver smantellato la rete di corruzione all'interno del dipartimento, auspicando un suo ritorno alla Rapine e Omicidi.
- Maurice "Mo" Bassi, interpretato da Stephen Chang, doppiato da Simone Crisari. Esperto di tecnologia, ha sempre collaborato con Bosch quando era detective e anche adesso che è in pensione non manca di fornire i propri servigi.
- Procuratore Distrettuale Honey "Money" Chandler, interpretata da Mimi Rogers, doppiata da Isabella Pasanisi.

## Produzione
Annunciata nel 2023 come nuova espansione dell'universo televisivo dedicato a Harry Bosch, Ballard è ideata da  Michael Connelly, autore del franchise nonché produttore esecutivo della serie, Michael Alaimo e Kendall Sherwood. Oltre a Connelly, produttori esecutivi sono Henrik Bastin, Michael Alaimo, Kendall Sherwood, Trish Hofmann, Jet Wilkinson e Melissa Aouate.